# شهرستان گوالاکا
شهرستان گوالاکا (به اسپانیایی: Distrito de Gualaca) یک منطقهٔ مسکونی در پاناما است که در استان چیریکی واقع شده‌است. شهرستان گوالاکا ۶۲۶ کیلومتر مربع مساحت و ۸٬۳۴۸ نفر جمعیت دارد.